# Winter-Universiade 1970/Skispringen
Bei der Winter-Universiade 1970 wurde ein Wettbewerb im Skispringen ausgetragen.

## Bilanz

### Medaillenspiegel
| Platz  | Land        | Gold | Silber | Bronze | Gesamt |
| ------ | ----------- | ---- | ------ | ------ | ------ |
| 1      | Sowjetunion | 1    | 1      | –      | 2      |
| 2      | DDR         | –    | –      | 1      | 1      |
| Gesamt | Gesamt      | 1    | 1      | 1      | 3      |

### Medaillengewinner
| Disziplin            | Gold          | Silber              | Bronze         |
| -------------------- | ------------- | ------------------- | -------------- |
| Männer Normalschanze | Gari Napalkow | Alexander Iwannikow | Rainer Schmidt |